# Михайловский, Василий Григорьевич
Василий Григорьевич Михайловский (1871—1926) — российский и советский статистик и демограф.

## Биография
В 1889 г. окончил Ставропольскую гимназию с золотой медалью.
Для дальнейшего образования поступил в 1890 г. в Московский университет на физико-математический факультет. Вскоре его захватило народившееся в то время марксистское течение в русской экономической мысли, изучению которого он стал посвящать все свое время. Его рефераты и диспуты по экономическим вопросам в различных студенческих организациях обратили на него внимание блюстителей порядка. После его избрания представителем кавказского землячества в совет московского студенчества он был арестован и административным порядком выслан в Ставрополь под надзор полиции на 3 года, работал в газете «Северный Кавказ» (1899—1901).
В августе 1896 г. поступает в число сотрудников статистического бюро Московского губернского земства, руководимое в то время Н. А. Каблуковым, а через год, в 1897 году, переходит на службу в статистический отдел московской городской управы, где с 1901 г. назначается помощником заведующего, а с 1911 г. — управляющим отделом.
После Октябрьской революции, в 1918 году, был организован статистический отдел Московского Совета, заведующим которого он был назначен и в этой должности оставался до своей смерти. Постановлением СНК он был в то же время назначен членом коллегии и заведующим отделом демографии ЦСУ РСФСР (1918—1926).
В 1918 г. Михайловским были организованы при ЦСУ московские статистические курсы с двухлетним сроком преподавания. Оставался руководителем курсов до своей смерти.
В 1920-х возглавлял работы по демографической статистике в СССР, разработал схемы организации и программы текущего учёта демографических событий. Осуществлял руководство 35 различными переписями (учётами) и исследования населения. Внёс основополагающие идеи в осуществление демографической статистики в СССР.
Скончался 11 октября 1926 года в Москве, похоронен на Новодевичьем кладбище.

## Публикации
- Михайловский В. Г. Факты и цифры русской действительности. Население России по первой всеобщей переписи // Новое слово. — Июнь. 1897. — Кн. 9.
- Михайловский В. Г. Хлебный вопрос. 1903.
- Михайловский В. Г. Развитие русской железнодорожной сети // Труды императорского Вольного экономического общества. — 1898. — № 2.
- Михайловский В. Г. Население России по переписи 1920 г. // Бюллетень ЦСУ. — 1921. — № 55.
- Михайловский В. Г. Урожай 1922 г. и его экономические последствия // Народное хозяйство. — 1922. — № 6.
- Михайловский В. Г. Всесоюзная перепись населения 1926 г. — М., 1926.